# 柏木繁男
柏木 繁男（かしわぎ しげお、1930年 - ）は、日本の心理学者、千葉大学名誉教授。

## 人物と略歴
福島県会津若松市生まれ。東京大学文学部心理学科卒、同大学院教育学研究科をへて1967年教育学博士。旧国鉄の鉄道労働科学研究所を経て、千葉大学教授・文学部長、1996年定年退官、名誉教授、城西国際大学教授、慶應義塾大学教授。
内田クレペリン精神検査など心理検査の研究など人格心理学に関する研究者として著名である。また計量行動学や心理学における多変量解析を用いた心理学研究法に関する著書や論文を国内外の学術誌で多数執筆している。特に因子分析に関する研究で国際学術誌に数多くの業績を残している。最近は主要５因子性格検査の研究を中心に行っている。発達心理学・家族心理学者の柏木惠子は妻。

## 著作
- 組織の情報管理 心理計量学のすすめ 講談社現代新書、1969
- マン・マシン事故の分析と管理 事故要因の複合構造分析的研究 労働科学研究所、1975
- 内田クレペリンにおける解析的評価法 金子書房、1975
- 平面因子布置分割化原理によるプロクラステス因子回転の理論 心理学モノグラフ 日本心理学会、1979
- 性格の評価と表現 特性５因子論からのアプローチ 有斐閣ブックス、1997

## 翻訳
- コンピュータによる因子分析法(Paul Horst 柳井ら共訳) 科学技術出版社、1978